# Les Soleies
Les Soleies és una serra situada al municipi de Castellví de Rosanes, a la comarca del Baix Llobregat, amb una elevació màxima de 428 metres.